# Dimitri Dragin
Dimitri Dragin (ur. 2 grudnia 1984) – francuski judoka. Olimpijczyk z Pekinu 2008, gdzie zajął piąte miejsce w wadze ekstralekkiej.
Uczestnik mistrzostw świata w 2007, 2009 i 2013. Trzeci w zawodach drużynowych w 2006. Startował w Pucharze Świata w latach 2005–2008, 2010–2012, 2014 i 2015. Brązowy medalista mistrzostw Europy w 2013; a także zdobył srebrny medal w zawodach drużynowych w 2006. Wygrał akademickie MŚ w 2006 roku.

## Letnie Igrzyska Olimpijskie 2008
| Konkurencja | Eliminacje               | Eliminacje           | Eliminacje                | Finały                  | Finały                 | Klas. końcowa |
| Konkurencja | Przeciwnik I             | Przeciwnik II        | 1/4                       | 1/2                     | o 3. miejsce           | Miejsce       |
| ----------- | ------------------------ | -------------------- | ------------------------- | ----------------------- | ---------------------- | ------------- |
| 60 kg       | Nestor Chergiani (GEO) Z | Gal Yekutiel (ISR) Z | Rusłan Kiszmachow (RUS) Z | Ludwig Paischer (AUT) P | Rishod Sobirov (UZB) P | 5.            |